# Fissidens polypodioides
Fissidens polypodioides là một loài Rêu trong họ Fissidentaceae. Loài này được Hedw. mô tả khoa học đầu tiên năm 1801.